# SNCAO
La Société Nationale des Constructions Aéronautiques de l'Ouest (SNCAO). La sociedad se creó el 1 de febrero de 1937, tras la fusión de las plantas de fabricación de las firmas constructoras de aeroplanos la compañía Société des Ateliers d’Aviation Louis Breguet, en Bouguenais , y las de la Société Anonyme Loire-Nieuport en Saint-Nazaire e Issy-les-Moulineaux a raíz de su nacionalización en 1936 por el gobierno del Frente Popular.

## Historia
A mediados de la década de 1930, mientras Alemania había iniciado en 1933 su rearme, Francia fue quedándose rezagada. Su aviación militar no puede competir en concepción ni tecnológicamente con la recién nacida Luftwaffe. En Francia se había iniciado una política de prototipos, sin embargo, los modelos producidos no cumplían con las ambiciosas especificaciones emitidas por el Service technique de l'aéronautique o no podían producirse en serie con la suficiente rapidez. Tanto es así, que estos ya estaban obsoletos al entrar en servicio. Cuando el Frente Popular francés llegó al poder en mayo de 1936, su gobierno decidió nacionalizar dos tercios de la industria aeronáutica para compensar la falta de productividad de los fabricantes de la época y racionalizar la producción. Así por la ley de nacionalización de 11 de agosto de 1936, el gobierno francés reúne las fábricas y las oficinas de diseño de varias empresas privadas dentro de seis sociedades mixtas estatales según su ubicación geográfica (SNCASO, SNCASE, SNCAC, SNCAN, SNCAO y SNCAM).·. Creadas con el estatuto de sociedades anónimas de economía mixta en las que el estado posee las dos terceras partes de las acciones, son administradas por un consejo de administración cuyos miembros son designados por el gobierno y cuyo presidente era el ex director general de la Société Aéronautique Loire-Nieuport, Henri de l'Escaille..

## Producción
Dada su corta vida útil, su producción se limitó a cuatro modelos originales:
- SNCAO CAO.30

Hidrocanoa monomotor de entrenamiento biplaza. Solicitados 40 ejemplares por la Marine Nationale; solo se completaron dos ejemplares
- SNCAO CAO.200

Caza monoplaza encargado en 12 ejemplares de los cuales solo se completó un ejemplar; primer vuelo el 31 de enero de 1939
- SNCAO CAO.600

Prototipo único de bombardero torpedero bimotor; primer vuelo el 21 de marzo de 1940
- SNCAO CAO.700

Prototipo único de bombardero tetramotor; primer vuelo el 24 de junio de 1940
La SNCAO en Saint-Nazaire también realizó el ensamblaje de aproximadamente 280 entrenadores North American NAA-57 y NAA-64 P-2 norteamericanos comprados por Francia y, produjo 82 secciones centrales de alas para los bombarderos ligeros LeO-451 .